# Вале Казете (Кунео)
Вале Казете је насеље у Италији у округу Кунео, региону Пијемонт.
Према процени из 2011. у насељу је живело 83 становника. Насеље се налази на надморској висини од 275 м.